# 交通に関する日本初の一覧
交通に関する日本初の一覧（こうつうにかんするにほんはつのいちらん）は、現存の是非にかかわらず、日本で初めて（あるいは、日本人による初めて）の交通に関する事物（各種記録、施設、設備等）の一覧である。
- 同じく、交通に関する日本最後については「日本最後の一覧#交通」を参照のこと。
- 同じく、交通に関する日本一については「交通に関する日本一の一覧」を参照のこと。
- 同じく、交通に関する世界初については「世界初の一覧#交通」を参照のこと。
  - 交通に関する世界最古（世界の現存最古）については「世界最古の一覧#交通」を参照のこと。
  - 交通に関する世界一については「世界一の一覧#世界の交通」を参照のこと。

## 道路施設

### 道路
- 官道 - 竹内街道（613年）推古天皇が「難波（大坂）より京（飛鳥）に至る大道（おおじ）を置く」（日本書紀より）
- 有料道路 - 小田原の板橋から箱根湯本まで全長4.1km間 1875年（明治8年）9月料金徴収開始
- 自動車専用道路（但し、道路法によるものでは無い） - 京浜急行線（京浜急行有料道路）1931年（昭和6年）7月4日に供用
- インターチェンジ（IC） - 東京都大田区にある、国道1号第二京浜国道の馬込IC 1940年（昭和15年）供用
- 高速道路 - 名神高速道路（尼崎IC・栗東IC間） 1963年7月16日開通
- 無料化された高速自動車国道 - 北陸自動車道新潟西IC・新潟黒埼IC（現・黒埼IC）間（現在は新潟西バイパスに編入） 1989年6月1日
- スクランブル交差点 - 熊本市旧国道57号子飼交差点（1969年3月5日）。
- 歩行者天国 - 旭川市で1969年8月に行われたもの。
- 完全クローバー型ジャンクション（JCT） - 鳥栖JCT。1987年2月5日全ランプ供用
- 海上設置の高速道路インターチェンジ（IC） - 北陸自動車道親不知IC（1988年7月30日）。※世界初

### 付属施設
- 高速道路サービスエリア（SA） - 大津SA（滋賀県大津市。名神高速道路） 1963年10月1日オープン。
- ハイウェイホテル - 足柄サービスエリア（静岡県御殿場市。東名高速道路）の「レストイン足柄」。1977年7月12日オープン。
- ドライブスルー設置店 - 新潟県長岡市フレンド喜多町店（1976年）。
- 道の駅（一般道路上の休憩施設） - 道の駅豊栄 （新潟県新潟市北区。国道7号新新バイパス「豊栄パーキングエリア」として1988年11月10日オープン）。
  - 単に「日本初の“道の駅”」といえば、1993年4月22日に登録された全国103箇所の道の駅（「道の駅豊栄」も含む）がすべて該当する。
  - なお「道の駅」の発祥には諸説がある。道の駅#発祥も参照のこと。
- ハイウェイオアシス - 徳光ハイウェイオアシス（石川県白山市。北陸自動車道徳光PA内）1990年オープン。

### 信号
- 交通信号（手動式） - 東京都の上野広小路交差点（1919年9月）。「止レ・進メ」の木製回転交通信号台を設置した[1]。
- 電気式信号機 - 東京都日比谷の交差点（1930年11月1日）。
- 視覚障害者用の信号 - 名古屋市中村区の中村公園交差点 1975年4月。

### 橋
- サイフォン（噴水管）橋 - 通潤橋（熊本県） 1854年
- 鉄橋 - 銕橋 （長崎市） 1869年
- 鉄筋コンクリートの橋 - 日ノ岡第11号橋 （京都市） 1903年
- 歩道橋 - 清須市の旧国道22号線にある西枇杷島町横断歩道橋（1959年6月27日）

### トンネル
- 現場コンクリート打ち込み工法のトンネル - 松坂隧道 （徳島県海部郡牟岐町） 1921年
- 沈埋トンネル - 安治川トンネル （大阪市） 1944年
- 海底トンネル - 関門国道トンネル （山口県下関市 - 福岡県北九州市門司区）1958年※世界初

## 自動車

### 発祥
- 記事 - 『東洋学芸雑誌』1895年12月号（1895年）
  - パリ・ボルドーレース（英語版）に関する記事を掲載。
- 自動車渡来（ガソリン車） - 「パナール・ルバッソール」（1898年）
  - フランス商人ジャン＝マリー・テブネが輸入し、築地から上野までデモ走行を行った。（詳細は「日本への自動車の渡来」を参照）
- 自動車渡来（電気自動車） - 「皇太子献納車」（1900年）
- 自動車渡来（蒸気自動車） - 「ナイアガラ蒸気自動車」（1901年）

### 車両製造
- 蒸気自動車 - 「山羽式蒸気自動車」（1904年）
  - 自動車全般、乗合自動車（バス）としても初。
- ガソリン車 - 「タクリー号（吉田式自動車）」（1907年）
  - 東京自動車製作所が製造。フォードA型のエンジンをベースに、タイヤ、バッテリー、プラグ等の輸入品を使い、熟練鋳物師の指導も受け完成。
- エンジンも含む完成車 - 「DAT自動車（脱兎号）」（1914年）
  - 快進社自働車工場が製造。
- 軍用車 - 軍用自動貨車甲号 （1911年）
  - 陸軍技術審査部・大阪砲兵工廠が製造した軍用トラック。
- 国内に現存するバス車両 - 東京市電気局「円太郎バス」（鉄道博物館所蔵） （1923年）[2]
  - 国産では「スミダM型バス」（いすゞ自動車所蔵[3]）石川島自動車製作所（現いすゞ自動車）製。 （1929年）[4]

### トランスミッション
- ATを搭載した国産市販車 - ミカサ（1957年）
- CVTを搭載した国産市販車 - ジャスティ（初代、1987年）※世界初
- MT各速（国産市販乗用車）
  - 6速 - スープラ（4代目、1993年）
- AT各速（国産市販乗用車）
  - 2速 - ミカサ（1957年）
  - 3速 - ホンダ・N360（1968年）
  - 4速 - トヨタ・クラウン（6代目・1981年）※3速+OD
  - 5速 - 日産・セドリック（5代目）、グロリア（1989年）※世界初
  - 6速 - トヨタ・セルシオ（3代目・2003年）
  - 8速 - レクサス・LS460（2006年）※世界初
- 6速MT搭載軽自動車 - S660（初代、2015年）
- 6速MT搭載軽商用車 - N-VAN（初代、2018年）[5]

### 事業
- 自動車販売店 - 「モーター商会」（1901年・東京市銀座）
- 自動車メーカー - 「東京自動車製作所」 （1901年）
  - 内山駒之助が1901年からアメリカから持ち帰ったガソリンエンジンをベースにボディを乗せたものを作成したり、自動車の修理を行ったりしていた。1908年から吉田式自動車の量産を行っている。
- 国産エンジンメーカー - 「発動機製造株式会社（現ダイハツ）」 （1907年）
- 純国産自動車メーカー - 「快進社自働車工場」 （1911年）
- 商用利用 - 三井呉服店がフランス製クレメントを商品配送に利用。 （1903年）
- バス営業 - 諸説ある。バスの日、日本のバス#歴史も参照。
  - 1903年9月20日、二井商会が京都市で営業開始[6]。
  - 1905年、広島市の横川駅 - 可部駅間で営業開始[7]。
- 自動車教習所 - 日本自動車学校（1917年）
  - 東京府知事の認可を受け、東京府荏原郡羽田町に開設された。設立者及び校長は日本におけるスチュワーデスの生みの親でもある相羽有。（1917年10月18日）[8]
- 自動車による郵便配達 - 帝国運輸自動車株式会社がフランスに注文したトラック14台および乗用車2台で郵便物郵送。 （1908年）
- 道路標識 - 日本自動車倶楽部により作成 （1908年）
- タクシー営業 - タクシー自働車株式会社が有楽町でT型フォードを6台で営業開始。 （1912年）

### その他
- モーターレース - 上野公園不忍池畔 （1901年）
  - 大日本双輪倶楽部の自転車レースの合間に、グラヂェートル四輪車、トーマス三輪車、トーマス二輪車の競争が行われる。ほか、「自動車レース」の定義によって諸説あり（詳細は「日本における最初の自動車レース」を参照）。
- 自動車事故 - 皇居付近の紀伊國坂もしくは三宅坂で道路逸脱（1900年）
  - 事故が起きた場所がどちらかは不確定。（詳細は「皇太子献納車」を参照）
- 人身事故 - 横浜グランドホテルの脇道 （1902年）
- 死亡事故 - 堺市神明町大通り （1905年）

## オートバイ
- オートバイ（ガソリン式自動自転車） - ヒルデブランド・オルフミルレル車 （1896年）
  - 衆議院議員の十文字信介がドイツより購入し、日比谷の皇居前でデモンストレーション走行をした。
- 国産オートバイ - 大阪の島津楢蔵が自身のイニシャルをつけたNS号を製造。 （1909年）

## 鉄道

### 発祥
- 走行した実用蒸気機関車 - 1865年（アイアン・デューク号、長崎市・軌間762mm）
  - イギリス人グラバーが長崎の居留地の海岸通り（今の市民病院前から松ヶ枝まで）にレールを敷き、上海の展示会で買った蒸気機関車を走らせた。

### 路線
- 一般鉄道営業開始 - 1872年5月7日（太陽暦6月12日、仮開業。品川 - 横浜（現・桜木町駅））
- 一般鉄道正式開業 - 1872年9月12日（太陽暦10月14日。その日は開業式だけで営業開始は翌日。新橋（旧駅）～横浜）
- 営業用蒸気機関車 - 150形（鉄道院形式、1872年。通称：1号機関車）
- 私設鉄道営業開始 - 1883年7月28日（日本鉄道高崎線上野 - 熊谷間開業）
- 直通運転 - 1885年3月1日（日本鉄道山手線品川 - 赤羽間開業にともない、官設鉄道新橋 - 品川間と直通運転開始）
- 国産蒸気機関車 - 860形（鉄道院形式。1893年5月、官設鉄道（鉄道局）神戸工場製）
- 馬車鉄道 - 1882年6月25日（東京馬車鉄道、後の東京都電。日本橋 - 新橋）
- 一般電気鉄道開業 - 1895年2月1日（京都電気鉄道、後に京都市電。東洞院塩小路下ル - 伏見下油掛）
  - 電車そのものの運転は、1890年5月4日に上野公園で開催されていた第三回内国勧業博覧会内で、東京電燈がアメリカ合衆国製電車を450 mの区間でデモ走行させた例が最初
- 公営電気鉄道開業 - 1903年9月12日（大阪市電、九条新道 - 大阪港）
- 高架鉄道 - 1904年4月5日 (総武鉄道、後の総武本線。両国橋 - 本所)
- 郊外電車 - 1904年8月21日（甲武鉄道、後の中央本線。飯田町 - 中野）
- 都市間電車（インターアーバン）開業 - 1905年4月12日（阪神電気鉄道、後の本線。大阪出入橋 - 神戸滝道）
- 国電開業 - 1906年10月1日（甲武鉄道を国有化したのに伴う 現在の中央本線 新宿 - 立川）
- 気動車使用開始 - 1905年4月2日（瀬戸自動鉄道、後の名鉄瀬戸線。蒸気機関による蒸気動車）
  - ガソリンエンジン式は1921年4月4日（好間軌道[9]）、ディーゼルカー（試用）は1928年（長岡鉄道、後の越後交通長岡線）
- 本線用電気機関車使用開始 - 1912年5月11日（信越本線碓氷峠区間、10000形）
  - 電気機関車そのものは1896年工事開始の笹子トンネルなどで既に使用されていた。
- 地下駅開業 - 1925年6月5日（宮城電気鉄道（現・仙石線）、宮電仙台駅）
- 一般地下鉄開業 - 1927年12月30日（東京地下鉄道（現・東京メトロ銀座線）、上野駅～浅草駅）
- 公営地下鉄開業 - 1933年5月20日（大阪市営地下鉄（現・大阪市高速電気軌道）御堂筋線、梅田駅 - 心斎橋駅）
- 営業用ケーブルカー開業 - 1918年8月29日（近鉄生駒鋼索線、鳥居前駅 - 宝山寺駅）
- 営業用モノレール - 1957年12月17日（上野動物園モノレール、上野動物園東園駅 - 上野動物園西園駅[10]）
  - 日本初のモノレールは、大阪の交通電気博覧会で運用された懸垂式モノレール。 （1928年）
- 新幹線開業 - 1964年10月1日（東海道新幹線） ※世界初の高速鉄道でもある[11]。
  - 日本初のミニ新幹線は1992年7月1日（JR東日本山形新幹線福島駅 - 山形駅[12]）
- 営業列車の自動化 - 1977年3月13日（神戸市営地下鉄西神・山手線（有人））
- 営業用新交通システム - 1981年2月5日（神戸新交通ポートアイランド線） ※初の無人運転列車[13]
- 第三セクター鉄道へ運営を引き継ぐことなく優等列車が運行された状態で全線廃止となった路線 - 1989年5月1日（JR北海道天北線）※最終営業日の1989年4月30日まで急行天北が1日1往復運行していた
- 「本線」と名のつく路線の全線廃止 - 1989年5月1日（JR北海道名寄本線）※特定地方交通線として唯一の本線だった
- 鉄輪式リニアモーター駆動車両採用地下鉄路線開業 - 1990年3月20日（大阪市営地下鉄（現・大阪市高速電気軌道）鶴見緑地線（現・長堀鶴見緑地線）、京橋駅 - 鶴見緑地駅）
- 新幹線開業により第三セクター鉄道へ運営を引き継ぐことなくバス転換となった幹線路線の廃止区間 - 1997年10月1日（JR東日本信越本線・横川駅 - 軽井沢駅間、11.2 km）
- スカイレール路線開業 - 1998年8月28日（スカイレールサービス広島短距離交通瀬野線・みどり口駅 - みどり中央駅間、1.3km）※2024年5月1日に廃線となった、最初で最後のスカイレール路線でもある
- 常設営業用ガイドウェイバス - 2001年3月23日（名古屋ガイドウェイバスガイドウェイバス志段味線）
- ハイブリッド気動車の営業運転 - 2007年7月31日（JR東日本小海線）※世界初
- DMVの営業運転 - 2021年12月25日（阿佐海岸鉄道阿佐東線）※世界初[14]
- 全線を新たに建設してのライトレール路線及び次世代型路面電車システムを採用した路線 - 宇都宮ライトレール宇都宮芳賀ライトレール線 - 2023年8月26日[15]
  - 既存の路線を改良して整備されたライトレール路線は、JR西日本の路線を経営転換・設備改良して開業した富山ライトレール富山港線（2006年4月29日開業）が最初
- 災害等により途中区間がバス転換となり分断された幹線路線 - 2024年4月1日（JR北海道根室本線）※中間の富良野駅 - 上落合信号場（旅客営業上は新得駅）間が廃線となった[16][17]

### 運行方式
- 急行列車 - 1882年（新橋～横浜、今の快速列車に相当）
- 長距離急行列車 - 1893年（神戸～広島、山陽鉄道）
  - 国鉄では1896年の新橋～神戸間
- 通勤種別 - 1985年 国鉄埼京線（池袋〜川越/通勤快速）
- 急行料金制度 - 1906年（新橋～神戸、最急行）
- 特別急行列車（特急） - 1912年（新橋～下関）
- 一般鉄道ワンマン運転 - 1927年10月（井笠鉄道 - 現在廃止。同年に新造されたばかりの軌道自動車（ジ1・2）で車掌省略運転を実施）
- 地下鉄路線における急行運行 - 1969年3月29日からの営団地下鉄東西線快速（南砂町駅も通過するので地下区間に関しても日本初）
  - 太平洋戦争中に現在の東京メトロ銀座線で急行運転を行った記録があるが、速達性を持たせたものではなく資材不足により機器類の負担を少なくするための措置であり、本来の趣旨とは異なっていた。
- 新幹線設備による在来線運用区間 - 1990年4月1日 （博多南線）※常時運用では唯一
  - 冬季のみの季節運用では越後湯沢～ガーラ湯沢間（1990年12月20日より営業開始）もある。

### 電化方式
- 直流1500V電化路線 - 1923年4月（大阪鉄道）
- 交流20000V電化路線 - 1955年8月10日（仙山線）※ただし試験運転[18]
- 交流25000V電化路線 - 1964年10月1日（東海道新幹線）
- 交流20000V電化から交流25000V電化に変更した営業路線ならびにその区間 - 2016年3月26日（海峡線・新中小国信号場 - 木古内駅間、82.1 km）※北海道新幹線が青函トンネルを含む上記区間を共用することにより、電化方式を新幹線車両に合わせたため

### 車両

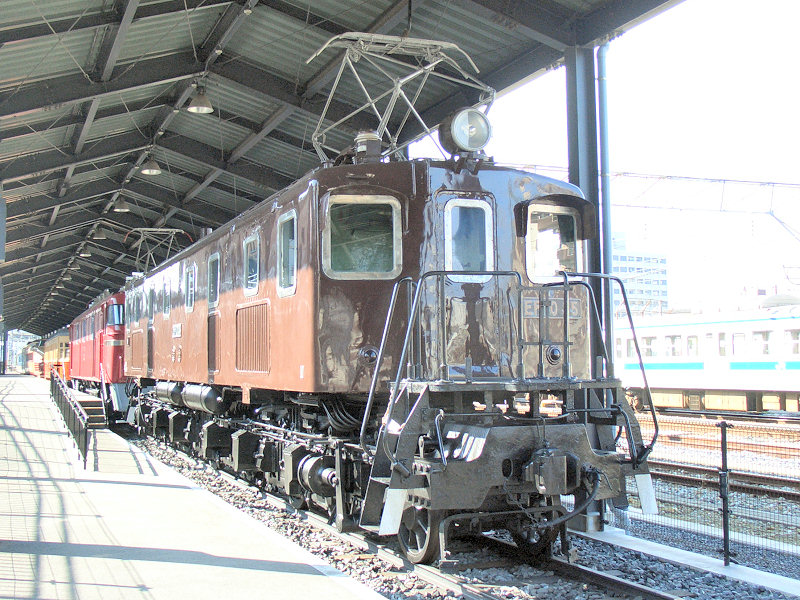
日本初のステンレス製鉄道車両
/国鉄EF10形電気機関車

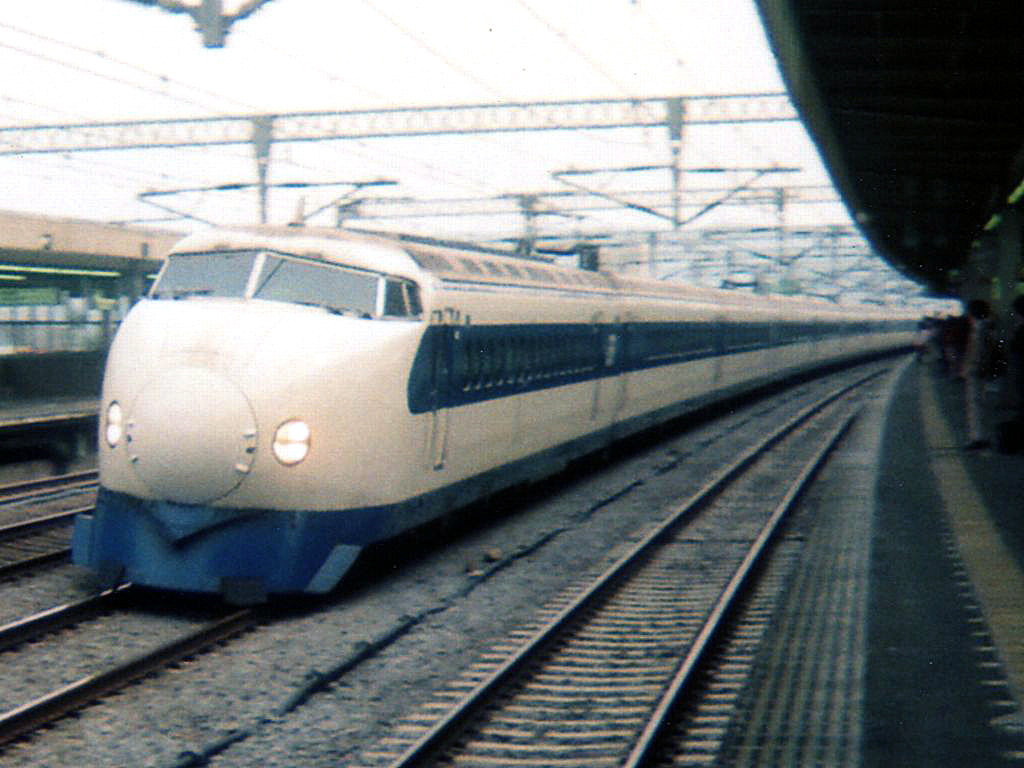
日本初の高速鉄道車両/新幹線0系電車

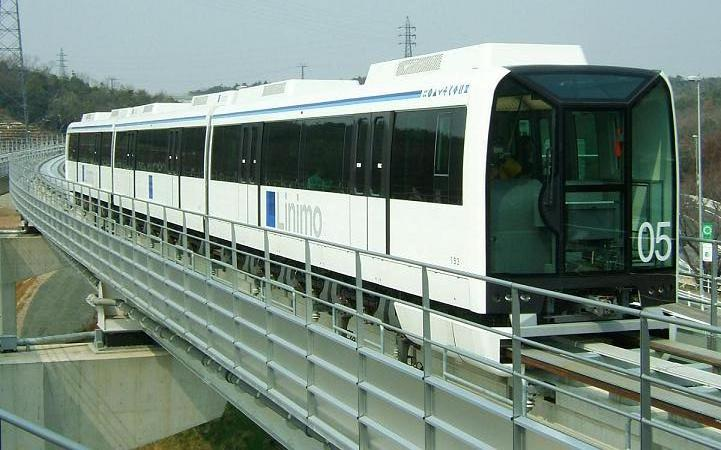
日本初の常設型の営業用磁気浮上式鉄道用車両/愛知高速交通東部丘陵線のHSST-100

- 2階建て鉄道車両 - 大阪市電気局5号 ：1904年（明治37年）。
  - 鉄道事業法適用路線上の、2階建て鉄道車両 - 近鉄10000系電車（ビスタカー）：1958年（昭和33年）。
- 全鋼製鉄道車両 - 阪神急行電鉄510号 ：1925年（大正14年）11月。
- トロッコ列車車両 - 黒部峡谷鉄道車両群（愛称：トロッコ電車）

1926年（大正15年）10月、黒部峡谷鉄道本線の開通に伴って運用開始。※近代化以前から存在したトロッコとは区別する。
- 連接台車 - 京阪60型電車 ：1934年（昭和9年）。
- ジュラルミン製鉄道車両 - 国鉄63系電車 ：1946年（昭和21年）。
- モノコック構造の鉄道車両 - 西鉄313形電車 ：1952年（昭和27年）。
- 全アルミニウム合金製鉄道車両 - 南海電気鉄道鋼索線コ1形（2代目）：1953年（昭和28年）。
- ステンレス製鉄道車両 - 国鉄EF10形電気機関車 ：1953年（昭和28年）。
  - オールステンレス製鉄道車両 - 東急7000系電車 ：1962年（昭和37年）1月27日。
- カルダン駆動方式採用車両 - 京阪電気鉄道1800系 ：1953年（昭和28年）。
- 高速鉄道車両 - 新幹線0系電車 ：1964年（昭和39年）10月1日、東海道新幹線の開業に伴う。
  - 保存展示された高速鉄道車両、および、保存施設 - 新幹線0系電車（1968年［昭和43年］製の 0系こだま専用車両 K11編成1号車）、および、静岡県富士市の新通町公園

1983年（昭和58年）4月17日に設置・開園。
- 界磁チョッパ制御電車 - 東急8000系電車：1969年（昭和44年）。
- 全車両5扉の通勤形車両、および非ラッシュ時の昇降式座席増設機構搭載車両 - 京阪5000系電車 ：1970年（昭和45年）。同時に日本で最後まで残存していた多扉車でもあった。
- 電機子チョッパ制御電車 - 阪神7001・7101形電車：1970年（昭和45年）。ただし力行のみ。
  - 制御を含めた場合 - 営団6000系電車：1971年（昭和46年）。
- 自然振り子車両 - 国鉄381系電車 ：1973年（昭和48年）7月10日。
- VVVFインバータ制御電車 - 熊本市交通局8200形電車 ：1982年（昭和57年）。
  - 鉄道事業法適用路線上の、VVVFインバータ制御電車 - 1984年（昭和59年）7月25日営業運転開始の東急6000系電車（改造車）
    - 鉄道事業法適用路線上の、VVVFインバータ制御電車（新造車両限定） - 1984年3月竣工の大阪市交通局20系電車 ：営業運転開始は同年12月。
- ピギーバック輸送用貨車 - 国鉄チサ9000形 ：1983年（昭和58年）。
- 制御付振り子車両 - JR四国2000系気動車 ：1989年（平成元年）3月。※世界初の振り子式気動車でもある。
- 期間限定の営業用磁気浮上式鉄道用車両 - HSST-05 ：横浜博覧会・1989年（平成元年）3月25日、横浜博覧会に合わせて使用開始。営業用として第一種鉄道事業免許を取得。
  - 常設型の営業用磁気浮上式鉄道用車両 - HSST-100 ：2005年（平成17年）3月6日、愛・地球博に合わせて愛知高速交通東部丘陵線（愛称：リニモ）として藤が丘駅・八草駅間で使用開始。
- 鉄輪式リニアモーター駆動の通勤形車両およびシングルアーム式のパンタグラフ（集電装置） - 大阪市交通局70系電車 ：1990年（平成2年）3月20日。
- 先頭車両運転席部分以外の窓が全て楕円形の車両 - 南海50000系電車 ：1994年（平成6年）9月4日。
- ハイブリッド気動車 - JR東日本キハE200形気動車 ： 2007年（平成19年）7月31日。※世界初のハイブリッド気動車でもある。
- DMV - 阿佐海岸鉄道DMV93形気動車 ： 2021年（令和3年）12月25日。※世界初のデュアル・モード・ビークルの営業運転車両でもある。
- 車上型制御付自然振り子搭載車両 - JR西日本273系電車 ： 2024年（令和6年）4月6日。

### 接客設備
- 列車便所 - 1880年（官営幌内鉄道の貴賓車）
- 食堂車 - 1899年（山陽鉄道）
  - 国鉄では1901年
- 寝台車 - 1900年（山陽鉄道、国鉄でも同年）
- クロスシート路面電車 - 1935年12月25日（神戸市電700形）
- シャワー付き客車 - 1935年7月15日（特急「富士」）
- 冷房客車 - 1936年（特急「燕」用マシ37850）
- 冷房電車 - 1936年（南海鉄道クハ2801形2802。冷房使用開始時期は国鉄マシ37850に先行）
- プラズマクラスター発生器搭載 - 2011年9月1日（南海12000系電車）

### 駅施設
- 日本一古い駅舎を有する駅 - JR東海武豊線亀崎駅（1886年（明治19年）建設[19]。最古であるかについては疑問説もあり）
  - JR四国土讃線善通寺駅 - 亀崎駅駅舎が最古ではないと仮定した場合の現存最古の駅舎を有する駅（1889年（明治22年）建設）。
- 0番ホーム設置 - 1946年（昭和21年）10月1日 (国鉄（現・JR西日本）大阪駅)
- 自動改札機 - 1967年（昭和42年）3月1日　阪急電鉄千里線北千里駅[20]
- 可動式ホーム柵実用化 - 1974年（昭和49年）（国鉄（現・JR東日本・JR東海）熱海駅）※東海道新幹線ホームに設置
- エレベーターが設置された地下鉄の駅 - 1980年（昭和55年）11月27日（大阪市営地下鉄(現・大阪市高速電気軌道)谷町線喜連瓜破駅）
- 自動改札機(ICカードリーダー) - 1998年（平成10年）8月28日　スカイレールサービス広島短距離交通瀬野線(みどり口駅、みどり中街駅、みどり中央駅)[21]
- 新幹線と在来線との対面接続 - 2004年（平成16年）3月13日 （JR九州新八代駅）※2011年（平成23年）3月11日まで、九州新幹線「つばめ」と在来線特急「リレーつばめ」で行われた
- 自動改札機(QRコードリーダー) - 2013年（平成25年）1月14日　スカイレールサービス広島短距離交通瀬野線(みどり口駅、みどり中街駅、みどり中央駅)[22]
- 昇降式ロープ柵実用化 - 2016年（平成28年）3月26日（JR西日本高槻駅）[23]※特急・新快速停車ホームに設置
- QRコード乗車駅証明書 - 2021年（令和3年）1月21日（JR北海道トマム駅）[24][25]※切符を持たない乗客が乗車前に駅掲示のQRコードをスマートフォンなどで読み取り必要事項を入力し「QRコード乗車駅証明書」を取得し、降車する際に精算機にQRコードをかざして切符を購入することで改札口の出場を可能とした
- 新幹線と在来線の全列車が起終点でかつ行き止まり形線区の終点の県庁所在地駅 - 2022年（令和4年）9月23日（JR九州長崎駅）※西九州新幹線長崎駅 - 武雄温泉駅間が開業したことにより実現
- 開口部移動可能のフルスクリーンタイプホームドア - 2023年（令和5年）3月18日（JR西日本大阪駅）※世界初。地下ホーム（うめきたエリア）の21番線ホームに設置[26][27]
- 駅ビル内の路面電車高架停留場 - 2025年（令和7年）8月3日（広島電鉄広島駅停留場）※広島電鉄本線駅前大橋ルートの開通に伴い広島駅南口駅ビル2階に設置[28]

### 駅名
- カタカナのみの駅名 - ニナルカ停留場（北海道鉱業鉄道。後の静川駅）：1922年7月24日開業
  - 現存する駅名としてはニセコ駅（函館本線）：1968年4月1日改称
- アルファベットの入った駅名 - JR難波駅（JR西日本関西本線（大和路線））：1994年9月4日改称
  - 私鉄ではYRP野比駅（京浜急行電鉄久里浜線）：1998年4月1日改称

### トンネル
- 鉄道トンネル - 石屋川隧道（JR西日本東海道本線住吉駅・六甲道駅間）：1874年5月開業[29]
  - 現存しているものは小刀根トンネル（福井県敦賀市。元北陸本線、後の柳ヶ瀬線。現在は道路に転用）：1881年開業
  - 鉄道トンネルとして現存するものは清水谷戸トンネル（JR東日本東海道本線保土ヶ谷駅・東戸塚駅間上り線）：1887年開業
- 在来線の海底トンネル - 関門海峡トンネル （山陽本線下関 - 門司間、 1942年単線開業、1944年複線開業）
- 新幹線の海底トンネル - 新関門トンネル （山陽新幹線新下関 - 小倉間、1975年開業）

## 海上交通

### 船舶

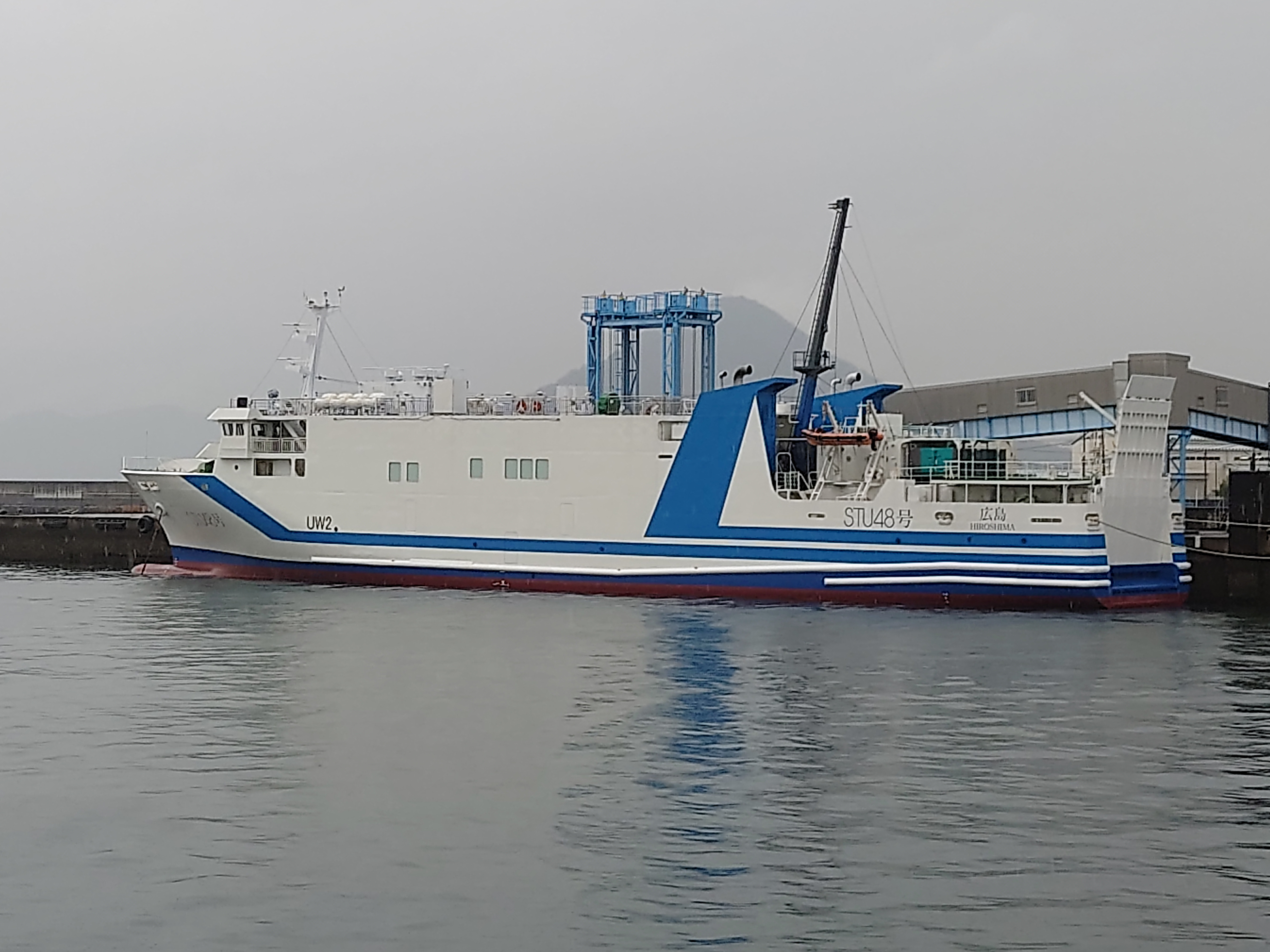
STU48号

- 発見された日本最古の船舶 - 第1号丸木舟（縄文時代前期）
- 洋式船 - 「鳳凰丸」 （1854年竣工）
- 蒸気船 - 「観光丸」（オランダで1853年完成、1855年徳川家定に贈呈）
- 国産蒸気船 - 「雲行丸」（薩摩藩により1855年竣工）。実用的なものは「凌風丸」（1865年竣工）。
- ヨット - 長崎でイギリス人船大工が建造した「ファルコン号」 （1861年）
- 国産ヨット - 当時の農商務司法大臣、金子堅太郎の息子が建造し、横浜の葉山港で使用したもの （1882年）
- 全鋼鉄軍艦 - 「八重山」（1890年竣工）
- 潜水艦 - 第一潜水艇 （1905年7月竣工）。分解輸入して組立て。
- 国産潜水艦 - 第六潜水艇（1906年）
- 蒸気タービン船 - 帝国鉄道庁の青函連絡船「比羅夫丸」（1908年2月20日受領）
- 国産タンカー - 国油共同販売所の「宝国丸」（1908年）
- 港内遊覧船 - 神戸港遊覧船 1950年
- 国産水中翼船 - 横浜ヨットで製作された実験艇（1953年）
- 国産ガスタービン船 - 航海訓練所の航海練習船「北斗丸」（1954年にガスタービン機関を取り付け）
- 国産ホバークラフト - 三菱重工業長崎造船所で製造された実験艇（1963年）
- 国産地面効果翼機 - KAG-3（1963年）
- コンテナ船 - 箱根丸（1968年）
- 国産原子力船 - むつ（1972年）
- クルーズ客船 - サンシャインふじ（大島運輸） 1983年
- レストラン船 - ルミナス神戸（神戸港） 1987年
- 国産超電導電磁推進船 - ヤマト1（1992年）※世界初
- 芸能グループの劇場専用船 - STU48号[30]（STU） 2019年4月
- 国産水素燃料電池船 - まほろば（2024年）

### 航路
- 鉄道連絡船 - 長浜駅 - 大津駅（現：びわ湖浜大津駅）琵琶湖航路（太湖汽船）1882年。湖東線（東海道本線）開業までの暫定的なもの。
- 遠洋定期航路 - 神戸～ボンベイ航路（日本郵船） 1893年
- 長距離観光航路 - 阪神〜別府航路（大阪商船）1912年
- 長距離フェリー航路 - 神戸～小倉航路（阪九フェリーのフェリー阪九） 1968年
- 航路でのVisaカードタッチ決済乗り継ぎ[31] - 和歌山～徳島航路（南海フェリー）2022年3月25日

### 灯台
- 洋式灯台 - 観音崎灯台 （横須賀市） 1869年1月1日初点灯
  - 1866年5月に、アメリカ、イギリス、フランス、オランダの4ヶ国と建設することを約束した8ヶ所の条約灯台（観音埼灯台、野島埼灯台、樫野埼灯台、神子元島灯台、剱埼灯台、伊王島灯台、佐多岬灯台、潮岬灯台）の一つ。
- 石造灯台 - 樫野埼灯台 （串本町） 1870年6月10日初点灯
- 回転閃光灯台 - 樫野埼灯台 （串本町） 1870年6月10日初点灯
- 木造洋式灯台 - 潮岬灯台 （串本町） 1870年7月8日仮点灯
- 鉄製灯台 - 和田岬灯台 （神戸市） 1884年

## 航空

### 軽航空機
- 国産有人気球 - 築地海軍省練兵所での第一号球の飛行実験（1877年5月21日）
  - 西南戦争で軍事利用するための実験で、人を乗せて120間（約200m）の高さまで浮上した。
- 国産飛行船 - 山田猪三郎が長さ30mの山田式1号飛行船を建造し、野外飛行に成功（1910年9月8日）
- 国産航空機の輸出 - 山田式4号飛行船（1911年）
- 国産熱気球 - イカロス5号（1969年）

### 回転翼機
- オートジャイロ - シエルバ・オートジャイロを2機、イギリスから輸入（1932年）。
- 国産オートジャイロ - 萱場製作所のカ号観測機（1941年5月26日初飛行）
- 国産ヘリコプター - 特殊蝶番レ号1号機（1944年7月試運転）。ただし、わずかに浮上した時点で転倒大破。
- 実用的な国産ヘリコプター - 川崎重工業のベル47D-1（1953年11月16日初飛行）
- 純国産ヘリコプター - 三菱重工業のMH2000（1996年7月29日初飛行）
  - 同年8月6日には川崎重工の純国産ヘリコプターOH-1が初飛行
- 国産空飛ぶクルマ - SD-02（2019年）

### 飛行機
- 国産模型飛行機による飛行実験 - 烏型飛行器（1891年4月29日）
- 飛行機による飛行記録 - 代々木練兵場における試験飛行（1910年12月19日）。
  - 陸軍大尉徳川好敏がアンリ・ファルマン式複葉機を操縦（公式記録ではこちらが日本初飛行）。
  - 陸軍大尉日野熊蔵がグラーデ単葉機を操縦（実際の飛行時刻はこちらが日本初飛行）。
- 野外飛行 - アンリ・ファルマン式複葉機（1911年6月3日・所沢～川越間）
- 国産飛行機による飛行記録 - 奈良原式2号飛行機（1911年5月5日初飛行）。機体は独自設計、エンジンはフランス製。
- 国産軍用機 - 会式一号飛行機（1911年）
- 国産飛行機の輸出 - 都筑式3号飛行機（1915年）
- 国産戦闘機 - 会式七号小型飛行機（1916年）
- 国産多発機 - 横廠式試作双発水上機（1916年。ただし飛行に至らず）
- 国産全金属製飛行機 - KB（1924年）
- 純国産飛行機 - 九〇式艦上戦闘機（1932年）
- 純国産旅客機 - 九七式飛行艇（1936年）
- 国産無人機 - 低翼単葉ロボット機（1936年）
- 国産エンテ形飛行機 - 震電（1945年）
- 国産ジェット機 - 橘花（1945年8月7日初飛行）。12分間の飛行に成功し、世界5ヵ国目。
- 実用的な国産ジェット機 - 富士重工業のT1-F1（1958年）
- 実用的な純国産ジェット機 - T1F2（1960年）
- 国産人力飛行機 - リネット1（1966年）
- 国産垂直離着陸機 - フライングテストベッド（1969年）
- 国産超音速機 - XT-2（1971年）

### グライダー
- 国産グライダー - 相原四郎、田中舘愛橘、イヴ・ル・プリウールらが製作したグライダー（1909年12月5日初飛行）
- 国産ハンググライダー - 頓所式1型（1937年）
- 国産モーターグライダー - 日本式蜂型（1940年）
- 国産パラグライダー - 鷹取式T-I型（1983年）

### 航空事業
- 民間航空機メーカー - 飛行機研究所（現富士重工）（1917年）
  - 官営のものは、「海軍航空技術廠」（1913年）。
- 郵便飛行 - 陸軍モーリス・ファルマン1913年型による、所沢 - 静岡 - 名古屋 - 大阪間（1915年2月）。
- 民間定期航空便 - 「瀬戸内海航路」（1922年）
  - 日本航空輸送研究所により堺（大浜海岸） - 和歌山 - 徳島（小松島市横須海岸）間で営業。

### 空港施設
- 飛行場 - 陸軍所沢飛行場（1911年4月1日開場、同5日に徳川好敏大尉よる初飛行、現在は所沢航空記念公園）
- 民間飛行場 - 現在の稲毛民間航空記念館の場所（1912年5月）
- 国際空港 - 福岡市第一飛行場（1936年）
  - 雁ノ巣飛行場、現在は福岡市雁の巣レクリエーションセンター。
- ボーディング・ブリッジ - 福岡空港
- 完全24時間運用空港 - 関西国際空港
  - 日本の空港で初めて、旅客・航空貨物の両方の24時間運用を開始。
- 海上空港 - 長崎空港（1975年5月1日開港）
  - 大村湾の箕島を開発
- 完全埋立の海上空港 - 関西国際空港（1994年9月4日開港）

### その他
- 航空機事故（不時着） - 「プレリオ単葉機12型（英語版）」によるもの（1911年6月9日）
  - 所沢－川越間往復飛行飛行訓練中に発動機に故障が生じて不時着し、機体を破壊。
- 航空機事故（墜落） - 「プレリオ単葉機12型」によるもの（1913年3月28日）
  - 青山練兵場から所沢飛行場へ向かう途中に墜落し、乗組員2人が死亡。
- 女性の操縦士 - 兵頭精

## 宇宙
- 成層圏を超えたロケット - カッパロケットK-6（1958年打ち上げ、高度50kmに到達。日本初の高層物理観測に成功。）
- 高度1000kmに到達したロケット - ラムダロケットL-3H型1号機（1964年7月11日打ち上げ）
- 人工衛星打ち上げロケット -L-4S型1号機（1966年9月6日打ち上げ、軌道投入失敗）
- 人工衛星の軌道投入に成功した日本初のロケットは、L-4S型5号機（1970年2月11日打ち上げ）
- 無人宇宙補給機 - HTV-1 （2009年9月11日打ち上げ）